# Carposina olivaceonitens
Carposina olivaceonitens là một loài bướm đêm thuộc họ Carposinidae. Nó là loài đặc hữu của Kauai, Oahu, Maui và Hawaii.
Ấu trùng ăn hoa, quả của các loài Clermontia và Planchonella.